# Banksmeadow, New South Wales
Banksmeadow este o suburbie în Sydney, Australia.